# 中華民國山岳協會
中華民國山岳協會，簡稱中華山岳、中華山協、山協，是中華民國於登山運動與運動攀登中的國際代表與最高領導單位。其前身為臺灣日治時期1926年創立的臺灣山岳會，於1973年更為現名。

## 歷史
中華民國山岳協會起源於日治時期成立的臺灣山岳會，戰後會務停頓，1946年5月，代理會長平澤龜一郎將會務及攀登繩索、冰斧等象徵物移交臺籍會員，臺籍會員蔡禮樂、周百鍊、黃春生、謝永河、雷樹水等推選臺北市參議會議長周延壽為會長，並於8月28日於中山堂舉行改組後的成立大會，沿用「臺灣山岳會」名稱，後暫定更名為「臺灣省山岳會」。
1950年5月10日，臺灣省山岳會改組為「臺灣省體育會山岳協會」，簡稱為「臺灣山岳協會」。同年10月4日，改名為「中華全國體育協進會山岳委員會」。1969年，協會更名為「中華全國山岳委員會」。1973年，「中華全國體育協進會」更名為「中華民國體育協進會」，為了參加國際活動與賽事，原各競賽委員會改組為協會，於是更為現名「中華民國山岳協會」，立案成為體育社團並加入中華民國體育運動總會，成為臺灣山岳運動的最高代表機構。

## 活動
1952年，臺灣省教育會理事長游彌堅、觀測所所長官有泉、山岳協會會長周延壽、總幹事蔡禮樂等20人組織「中央山脈玉山團」攀登玉山，並前往玉山北峰慰問氣象測候所人員，距離日治時期日本人的上次登頂已有七年，也是第一次民間岳界組團攀登玉山，標誌戰後登山活動的重啟。在戒嚴時期，進入高山地區從事登山活動，最初必須委由救國團下轄的中國青年登山協會辦理，1968年，救國團改組，中國青年登山協會解散，於是登山活動改由臺灣省體育會山岳協會管理，必須透過協會代向省警務處申請辦理人山證，並由山岳協會派嚮導，始可入山，於是登山者與團體都需要加入協會等「特許社團」，且返回後必須依例寫一份登山紀錄投稿至會刊《中華山岳》。
1967年10月，時任總幹事蔡禮樂倡導成立「五嶽俱樂部」，為完成攀登日治時期時所定之「五嶽」者頒發證書。1972年12月5日，由沈送來、林文安等人倡議的「百岳俱樂部」在羊頭山頂成立，以林文安為部長，使得登山活動風氣日盛。
1980年10月30日，中華山岳首支「喜馬拉雅山脈勘査隊」，領隊蔡禮樂、副領隊鄭明宏等人，成功登頂卡拉帕塔，為臺灣第一次組隊前往海拔超過5,000公尺的喜瑪拉雅山區。1986年2月，於1981年成立的攀岩者俱樂部加入中華山岳，名稱改為中華山岳協會攀岩者俱樂部，以高銘和為部長。1991年，領隊高銘和，隊員王金榮、陳秋霞、黄素紋、余榮欽、李毅然、傅垣皓、陳玉男等8人攀登卓奥友峰未登頂，為臺灣首次挑戰8,000公尺以上山峰。1993年5月2日，江永達、蔡尚志、梁金梅、劉紀滿，首登卓奥友峰，領隊謝長顯、隊長梁明本、隊員賴滿足末登頂，為臺灣首次登頂8,000公尺以上山峰。1995年，隊長梁明本、隊員塗武成、賴滿足、陳國鈞、江秀真、麥覺明、郭春霞、林逸民、許祥麟、許志成、游寶環、黃德雄共13人組隊挑戰珠穆朗瑪峰，其中陳國鈞與江秀真成功登頂，江秀真成為第一位登頂的臺灣女性，此次亦是臺灣首次自組隊成功登頂世界最高峰。

## 歷任理事長
| 任別 | 姓名   | 任期            | 簡介                     |
| ---- | ------ | --------------- | ------------------------ |
| 1    | 周延壽 | 1950年 - 1959年 | 時任臺北市參議會參議員。 |
| 2    | 周百鍊 | 1959年 - 1973年 | 時任臺北市議會議員。     |

| 任別 | 姓名   | 任期            | 簡介                                     |
| ---- | ------ | --------------- | ---------------------------------------- |
| 1    | 周百鍊 | 1973年 - 1989年 |                                          |
| 2    | 蔡禮樂 | 1990年 - 1997年 |                                          |
| 3    | 黃宗和 | 1998年 - 2005年 | 曾任永和登山會會長、臺北縣體育會理事長。 |
| 4    | 謝長顯 | 2005年 - 2010年 |                                          |
| 5    | 何中達 | 2010年 - 2017年 |                                          |
| 6    | 黃楩楠 | 2018年 - 現今   |                                          |